# 崔文洙
崔　文洙（ちぇ むんす、1968年 - ）は、日本のヴァイオリニストである。

## 経歴
東京生まれ。篠崎功子、久保田良作、江藤俊哉より指導を受ける。桐朋学園大学ディプロマコースを経て、1988年、ソビエト連邦政府奨学金を受けモスクワ音楽院に留学。ダヴィド・オイストラフ門下のワレリー・クリモフ、セルゲイ・ギルシェンコの両名に師事。1994年、音楽院を首席で卒業し、希少な「ソリスト」の称号を外国人として初めて授与される。卒業後にモスクワ音楽院の大学院へ進み、1997年に日本に帰国した。
同年小澤征爾に認められ新日本フィルハーモニー交響楽団コンサートマスターに就任。2000年より同楽団のソロ・コンサートマスターを務める。2009年より大阪フィルハーモニー交響楽団の首席客演コンサートマスターに就任。2025年現在は両楽団のソロ・コンサートマスターを兼任する。
帰国後はコンサートマスターがメインの活動となっているが、2008年には「音楽家として原点を見つめ直すため」という理由でソロコンサートを紀尾井ホールでおこなったことがあり、このときは兄の崔仁洙（チェ・インス）もピアノで共演した。
2018年4月13,14日の大阪フィルハーモニー交響楽団の弦セクションメンバーによる「大フィルのメンバーによる弦楽合奏の愉しみ」公演におけるヴィヴァルディの「四季」では、ソリスト（リードコンサートマスター）を務めた。
2019年1月15日、天満教会にて開催された「New YEAR concert 2019」に中心メンバーの一人として出演し、フィナーレの出演弦楽器奏者全員によるチャイコフスキーの「弦楽セレナード」ではコンサートマスターを務めた。
同年9月1日、大阪フィルハーモニー交響楽団のソロ・コンサートマスターに就任。